# قائمة لاعبي الدوري الإنجليزي الممتاز الذين سجلوا 100 هدف أو أكثر

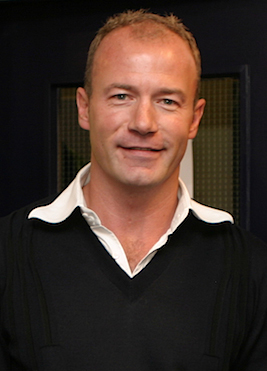
آلان شيرر أول لاعب يسجل 200 هدف في الدوري الإنجليزي الممتاز، وهو اللاعب الوحيد الذي سجل 100 هدف لناديين.

منذ انطلاق الدوري الإنجليزي الممتاز في بداية موسم 1992-93، سجل ما مجموعه 33 لاعبًا 100 هدف أو أكثر في المسابقة؛ يُعرف هؤلاء اللاعبون باسم "لاعبو نادي الدوري الممتاز 100". خلال موسم 1995-96، أصبح آلان شيرر أول لاعب في تاريخ الدوري الإنجليزي الممتاز يسجل 100 هدف، وهو يحمل الرقم القياسي لأقل عدد من المباريات التي خاضها لتسجيل هذه الأهداف، إذ لعب 124 مباراة فقط. بالإضافة إلى ذلك، فهو يمتلك الرقم القياسي في الدوري الإنجليزي لأغلب الأهداف المسجلة برصيد 260. هاري كين هو ثاني لاعب يدخل القائمة إذ سجل 100 هدف خلال 141 مباراة. أما مايكل أوين فهو أصغر لاعب يسجل 100 هدف وكان وقتها بعمر 23 عامًا و 133 يومًا.
في 24 نوفمبر 2000 أصبح دوايت يورك أول لاعب غير إنجليزي يسجل 100 هدف في الدوري الإنجليزي الممتاز. في 10 مارس 2012 كان ديدييه دروغبا أول لاعب أفريقي يصل إلى 100 هدف. في 19 أبريل 2016 أصبح سيرجيو أغويرو أول لاعب من أمريكا الجنوبية يسجل 100 هدف. وفي أبريل 2022 دخل كريستيانو رونالدو إلى القائمة كأحدث لاعب يسجل 100 هدف. محمد صلاح لاعب منتخب مصر وفريق ليفربول الإنجليزي أصبح أول لاعب عربى يسجل 185 هدف فى الدورى الانجليزى الممتاز  ويصبح اكثر لاعب اجنبي تسجيلا للاهداف في الدوري الانجليزي الممتاز و على بعد هدفين فقط من الاسطورة اندي كول متفوق على اساطير 